# Elaphoidella jakobii
Elaphoidella jakobii is een eenoogkreeftjessoort uit de familie van de Canthocamptidae. De wetenschappelijke naam van de soort is voor het eerst geldig gepubliceerd in 1959 door Nogueira M.H..